# Jessica Alba
Jessica Marie Alba, přechýleně Jessica Albová nebo chybně Albaová, (* 28. dubna 1981 Pomona, Kalifornie) je americká herečka, českému publiku známá především rolí Mayi v seriálu Delfín Flip, hlavní rolí v kyberpunkovém sci-fi seriálu Jamese Camerona a Charlese H. Egleea Temný Anděl, z posledních jako představitelka Nancy Callahanové ve filmu Sin City – město hříchu nebo ve filmové adaptaci komiksu Fantastická čtyřka, kde si zahrála Invisible Woman.
V roce 2012 založila The Honest Company, společnost která prodává ne-toxické domácí prostředky, vlastní 15-20 procent společnosti.

## Biografie

### Dětství
Jessica Marie Alba se narodila 28. dubna 1981 v USA v Kalifornii ve městě Pomona, Markovi Alba, který je po rodičích mexického původu a Cathy Jensen, která má dánské, velšské, německé, anglické a francouzsko – kanadské předky. Alba vyrůstala spolu se svým asi o rok mladším bratrem Joshuou Alba. Kariéra jejího otce v US Air Force si však vyžádala své a rodina se často stěhovala. Nejprve do Biloxi ve státě Mississippi a později do Del Rio v Texasu. Alba měla v mládí poměrně časté zdravotní obtíže. Dvakrát jí selhaly plíce, trpěla záněty plic 4-5 krát ročně, trpěla na astma, měla zánět slepého střeva a cystu na mandlích. Poté, co rodina přestala cestovat a v jejích devíti letech se znovu usadili v Kalifornii, problémy ustaly[zdroj?].
Zájem o herectví Jessica Alba projevila už v pěti letech, od dvanácti pak začala chodit na své první lekce herectví. O devět měsíců později již měla podepsánu smlouvu s agentem. Vystudovala střední školu ukončenou v 16 letech maturitou.

### Kariéra
Alba se na filmové scéně měla poprvé objevit v původně malé roli v komedii Všechno je dovoleno (Camp Nowhere) roku 1994. Zamýšlená dvoutýdenní účast na natáčení se však nakonec protáhla na dva měsíce, když jedna z hlavních představitelek filmu od smlouvy odstoupila a Alba dostala její roli. Jessica s úsměvem připouští, že to nebyl nějaký její fenomenální talent nebo kouzlo, které přiměly režiséra obsadit ji do této role. Byly to její vlasy, které jí dávaly originalitu.
Mladá Alba natočila také televizní reklamy pro Nintendo a J.C. Penney a účinkovala v několika nezávislých filmech. Objevila se v malé roli mladého snoba ve třech epizodách komediálního seriálu Tajuplný svět Alex Mackové (The Secret World of Alex Mack). V letech 1995 – 1996 si zahrála Mayu v prvních dvou sériích u nás – zejména mladšími diváky – známého Delfína Flipa (Flipper). Pod dohledem své matky se Alba učila plavat dříve, než vůbec uměla chodit. Má také potápěčskou licenci (PADI) což jí umožnilo užívat si s delfíny, když v Austrálii natáčela první sérii[zdroj?].
V roce 1996 se objevila ve filmu Venus Rising jako mladá Eva. Téhož roku měla malou roli Marii v jedné epizodě známého seriálu Nemocnice Chicago Hope. Hostovala také v epizodě Too Soon for Jeff v rámci projektu The ABC Afterschool Specials. O rok později je hostem v Kanadské talk show ‚Dini Petty Show‘, kde hovoří o své dosavadní herecké kariéře a roli v seriálu Delfín Flip. Roku 1998 Alba pokračuje v seriálových rolích hostováním v jedné epizodě seriálu Loď lásky (Love Boat: The Next Wave), kde si zahrála dívku zamilovanou do kapitánova mladého syna, hrála ve dvou epizodách Beverly Hills 90210 (Fox) jako Leanne nebo v seriálu Brooklyn South (CBS) jako Melissa. Kromě hostování v seriálech také tehdy účinkovala ve filmu P.U.N.K.S., který byl uveden začátkem roku 1999.
Roku 1999 se také již objevila v mnoha časopisech a začala získávat lepší obsazení ve filmech. V romantické komedii Nepolíbená (Never Been Kissed), si zahrála menší roli Kirsten Liosis po boku Drew Barrymoreové. Film byl uveden na jaře. Větší role pak přišla v podobě Molly v hororu Ruka zabiják (Idle Hands). Její herecké výkony v těchto dvou filmech způsobily rozrušení v zábavním průmyslu a Alba vzbudila větší pozornost médií než dříve. Téhož roku dostala také hlavní roli Chloe v thrilleru Paranoia (Paranoid), který byl uveden o rok později.
Zásadní zlom v herecké kariéře Jessicy Alby přišel nepochybně roku 2000 s hlavní rolí v úspěšném sci-fi seriálu Temný Anděl (Dark Angel). Alba vyhrála konkurz, byla vybrána z asi 1200 kandidátů na hlavní postavu seriálu, geneticky upraveného super-vojáka Max Guevara, která prchá před vlastním osudem. Seriál TV stanice Fox z post-katastrofického cyberpunkového prostředí, v režii známého Jamese Camerona, trhal divácké rekordy – v průměru 10,4 milionů diváků na epizodu. Po pouhých dvou sériích však byl ukončen a příběh zůstal otevřen.
Po úspěchu Temného Anděla se již Alba objevovala převážně v hlavních rolích. V roce 2002 natáčela romantický film Se slovníkem v posteli (The Sleeping Dictionary) (uveden následující rok), kde si zahrála půvabnou Selimu. Děj je zasazen do roku 1930 do tropického prostředí deštného pralesa v Malajsii, v britské kolonii Sarawak a pojednává o zakázané lásce Selimy a britského vojáka Johna Truscotta. O rok později (2003) hrála v tanečním filmu Honey barmanku Honey Daniels, která žije hip-hopem, díky němuž záhy pocítí slávu následovanou střetnutím s realitou. V roce 2004 se podílela malou rolí na hororu A Dream of Color in Black and White a téhož roku začala na Bahamách natáčet film Do hlubiny (Into the Blue), kde hrála jednu z hlavních postav – Sam. Skupinka přátel se zde při honbě za zapomenutými poklady oceánu dostane do konfliktu s drogovými dealery. Film byl uveden v roce 2005.
Rok 2005 v kariéře Jessicy Alby byl ve znamení filmových adaptací komiksových předloh. Nejdříve to byl do té doby nevídaný počin, známé Město hříchu (Sin City) se zajímavým hereckým obsazením, podle předlohy původního komiksu, kde Alba hrála jedinou světlejší roli v celém filmu, barovou tanečnici Nancy Callahan. Film byl režírován hvězdnou trojicí: Robert Rodriguez, Frank Miller a Quentin Tarantino. Dalším filmovým ztvárněním komiksu byla taktéž známá Fantastická čtyřka (Fantastic Four), kde si Alba zahrála jednu z postav klíčové čtveřice, vědkyni Susan Storm, po získání zvláštních schopností pak takzvanou Invisible Woman.
V roce 2006 Jessica Alba dokončila práci na filmech Probuzení (jako Sam) a Good Luck Chuck (jako Cam Wexler). Natočila také pokračování filmové adaptace komiksu Fantastic Four s názvem Fantastic Four: Rise of the Silver Surfer, kde pokračovala ve své roli Susan Storm (Invisible Woman). V komedii Bill hrála postavu Lucy, ve snímku The Ten ztvárnila postavu Liz. V průběhu roku 2007 natáčela remake původního hongkongského snímku, thrilleru Oko (The Eye), kde hraje slepou dívku Allison, která podstoupí operaci rohovky s následky, které ji umožní vidět nepředstavitelné jevy. Jessica Alba tady pracovala po boku Toma Cruise, který je také producentem filmu. V roce 2008 se objevila po boku Justina Timberlaka ve filmu Love Guru. Za roli získala nominaci na Zlatou malinu. O rok později podepsala smlouvu na hlavní roli ve filmu Neviditelný symbol. Film měl premiéru na filmovém festivalu v Hamptons, do kin byl vydán v roce 2011.

### 2010–současnost
V roce 2010 se objevila v několika filmech. S Kate Hudson si zahrála prostitutku Joyce Lakeland ve filmu Vrah ve mě. Film měl premiéru na Filmovém festivalu Sundance. Ve filmu Na sv. Valentýna si zahrála přítelkyni postavy, kterou hrál Ashton Kutcher. Film režíroval Garry Marshall a kromě Alby a Kutchera se ve filmu objevilo několik dalších hvězd jako Julia Roberts, Jennifer Garnerová, Bradley Cooper a Jessica Biel. Dále se objevila ve filmech Machete a Fotři jsou lotři. V roce 2011 si zahrála ve filmu Spy Kids 4D: Stroj času.
V lednu 2012 založila s Chrisem Gaviganem společnost The Honest Company, která prodává ne-toxické domácí prostředky, například vlhčené ubrousky, prací prostředky, krémy na ruce, různé čisticí prostředky. V roce 2013 vydala knihu The Honest Life, ve které vypráví, jak se snaží vytvářet přírodní a netoxický život pro svoji rodinu.
V roce 2013 se objevila v komedii A.C.O.D: Děti rozvedených, animovaném filmu Útěk z planety Země. Znovu si zahrála roli Santany ve filmu Machete zabíjí a roli Nancy Callahan ve filmu Sin City: Ženská, pro kterou bych vraždil.

## Osobní život
Kromě zdravotních potíží v dětství, prodělala v roce 2001 onemocnění ledvin. Již od 12 let si připravovala vlastní nízkotučná jídla, protože rodiče byli vždy obézní. Dnes také pravidelně cvičí.
Kromě, v biografii zmíněné, zálibě v potápění velice ráda hraje golf.
První, zhruba dvouletou vážnou známostí Jessicy Alby byl její seriálový partner z Temného anděla Michael Weatherly. Poté měla velmi krátkou známost s modelem Jeanem Paulem a spekulovalo se také o vztahu s baseballovým hráčem Derekem Jeterem. Současným[kdy?] přítelem Jessicy Alby je však televizní producent Cash Warren, se kterým se seznámila na natáčení Fantastické čtyřky, kde pracoval jako asistent režiséra.
Má 15 mladších bratranců a sestřenic, se kterými ráda tráví volný čas.
Jessica Alba vyrůstala v křesťanském prostředí, kde však příliš neobstála kvůli svému přirozenému půvabu, který jí byl (podle jejích slov) mnoha lidmi vyčítán:
citace: „One of the reasons why I chose not to be a devout Christian is because a lot of people gave me a lot of grief for just being a woman and made me feel ashamed for having a body because it tempted men. I didn't understand what that meant because I was like, ‚God created this…‘ That was a hard time in my life.“
Díky její přirozené kráse se nevyhnula také nabídkám na nahé filmové scény, které však odmítla:
citace: „I don't do nudity, I just don't. Maybe that makes me a bad actress. Maybe I won't get hired in some things. But I have too much anxiety.”
Alba měla také spor s časopisem Playboy, který umístil její fotografii na titulní stranu bez jejího svolení. Dohodla se na vyrovnání ve formě nespecifikované finanční částky, kterou časopis poukázal na konto jedné z nadací, kterou Alba podporuje.
V roce 2008 se jí narodila dcera Honor Marie, v roce 2011 (13. srpna) druhá dcera Haven Garner a třetí dítě tentokrát syna Hayese porodila 31. prosince 2017, otcem je americký producent Cash Warren.

## Filmografie

### Film
| Rok  | Snímek                                    | Role                             | Poznámky           |
| ---- | ----------------------------------------- | -------------------------------- | ------------------ |
| 1994 | Všechno je dovoleno                       | Gail                             |                    |
| 1996 | Venus Rising                              | mladá Eva                        |                    |
| 1999 | Ruka zabiják                              | Molly                            |                    |
| 1999 | Nepolíbená                                | Kirsten Liosis                   |                    |
| 1999 | P.U.N.K.S.                                | Samantha Swoboda                 |                    |
| 2000 | Paranoia                                  | Chloe                            |                    |
| 2003 | Honey                                     | Honey Daniels                    |                    |
| 2003 | Se slovníkem v posteli                    | Selima                           |                    |
| 2005 | Fantastická čtyřka                        | Susan Storm / Invisible Woman    |                    |
| 2005 | Město hříchu                              | Nancy Callahan                   |                    |
| 2005 | Do hlubiny                                | Sam                              |                    |
| 2007 | Fantastická čtyřka: Silver Surfer         | Susan Storm / Invisible Woman    |                    |
| 2007 | Desatero                                  | Liz                              |                    |
| 2007 | Bill                                      | Lucy                             |                    |
| 2007 | Klikař Charlie                            | Cam Wexler                       |                    |
| 2007 | Probuzení                                 | Sam                              |                    |
| 2008 | Oko                                       | Allison                          |                    |
| 2008 | Guru lásky                                | Jane Bullard                     |                    |
| 2013 | Sin City 2                                | Nancy Callahan                   |                    |
| 2010 | Fotři jsou lotři                          | Andi Garcia                      |                    |
| 2010 | Machete                                   | Speciální agentka Sartana Rivera |                    |
| 2010 | Na sv. Valentýna                          | Morley Clarkson                  |                    |
| 2010 | Neviditelný symbol                        | Mona Gray                        |                    |
| 2010 | Vrah ve mě                                | Joyce Lakeland                   |                    |
| 2011 | Spy Kids 4D: Stroj času                   | Marissa Wilson                   |                    |
| 2012 | A.C.O.D: Děti rozvedených                 | Michelle                         |                    |
| 2013 | Machete zabíjí                            | Sartana                          |                    |
| 2013 | Útěk z planety Země                       | Lena (hlas)                      |                    |
| 2014 | Dear Eleanor                              | Daisy                            |                    |
| 2014 | Láska po anglicku                         | Kate                             | vydáno v roce 2015 |
| 2014 | Šofér                                     | Charlie                          |                    |
| 2014 | Sin City: Ženská, pro kterou bych vraždil | Nancy Callahan                   |                    |
| 2015 | Barely Lethal                             | Victoria Knox                    |                    |
| 2015 | Vincentův svět                            | Samu sebe                        | cameo              |
| 2016 | Mechanik zabiják: Vzkříšení               | Gina                             |                    |
| 2016 | The Veil                                  | Maggie Price                     |                    |

### Televize
| Rok       | Snímek                     | Role                 | Poznámky                                                         |
| --------- | -------------------------- | -------------------- | ---------------------------------------------------------------- |
| 1994      | Tajuplný svět Alex Mackové | Jessica              | 3 epizody                                                        |
| 1995–1996 | Delfín Flip                | Maya Graham          | hlavní role                                                      |
| 1996      | ABC Afterschool Special    | Christy              | Epizoda: "Too Soon for Jeff"                                     |
| 1996      | Chicago Hope               | Florie Hernandez     | Epizoda: "Sexual Perversity in Chicago Hope"                     |
| 1998      | Brooklyn South             | Melissa Hauer        | Epizoda: "Exposing Johnson"                                      |
| 1998      | Beverly Hills 90210        | Leanne               | 2 epizody                                                        |
| 1998      | Loď lásky                  | Layla                | Epizoda: "Remember?"                                             |
| 2000–2002 | Temný anděl                | Max Guevara / X5-452 | hlavní role, 42 epizod                                           |
| 2003      | MADtv                      | Jessica Simpson      | Epizoda: "Epizoda #9.5"                                          |
| 2004      | Vincentův svět             | Samu sebe            | Epizoda: "The Review"                                            |
| 2005      | Trippin'                   | Samu sebe            | 2 epizody                                                        |
| 2009      | Kancl                      | Sophie               | Epizoda: "Stress Relief"                                         |
| 2013      | Comedy Bang! Bang!         | Samu sebe            | Epizoda: "Jessica Alba Wears a Jacket with Patent Leather Pumps" |
| 2014      | The Spoils of Babylon      | Dixie Mellonworth    | 4 epizody                                                        |
| 2015      | RuPaul's Drag Race         | Samu sebe/Porotce    | Epizoda: "Spoof! (There It Is)"                                  |